# Lista över vinregioner

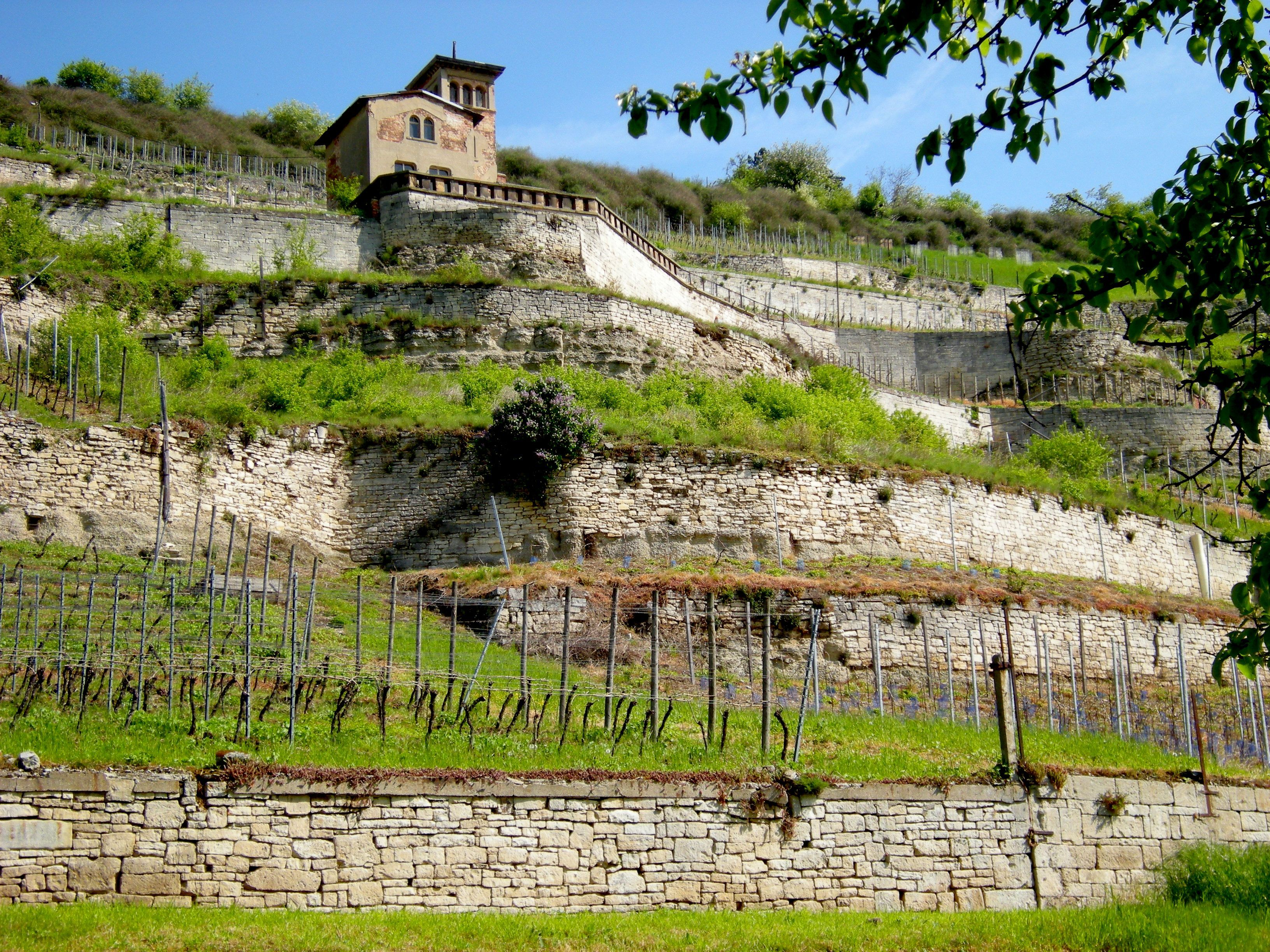
Vinberg nära Freyburg i den tyska vinregionen Saale-Unstrut

Vinproducerande länder brukar delas upp i regioner som i sin tur delas upp i distrikt. En del länder har inte lika uttalade regioner utan delas direkt in i distrikt. Förutom de geografiska gränserna finns ofta regler om vilka druvor som får användas till viner som ska säljas med regionens eller distriktets namn på etiketten. 
I ett mindre vinproducerande land som Sverige talar man bara om tillverkare och inte distrikt eller region. I denna lista förekommer de vanligast förekommande och de största regionerna i respektive land.

## Afrika
- Sydafrika
  - Coastal region
  - Boberg region
  - Breede River Valley

## Australien och Nya Zeeland
- Australien
  - Adelaide Hills
  - Barossa Valley
  - Coonawarra
  - Cowra
  - Goulbyrn Valley
  - Hunter Valley
  - Margaret River
  - Mc Laren Vale
  - Mudgee
  - Pyrenees
  - Riverina
  - Rutherglen
  - Sunraysia
  - Victoria
  - Yarra Valley

- Nya Zeeland
  - Auckland
  - Central Otago
  - Gisborne
  - Hawke's Bay
  -  Marlborough
  - Martinborough
  - Nelson
  - Waipara

## Europa
- Bulgarien[1]
  - Donauslätten
  - Övre Thrakiska låglandet

- Frankrike
  - Alsace
  - Bordeaux
  - Bourgogne
  - Champagne
  - Jura
  - Korsika
  - Languedoc-Roussillon
  - Loire
  - Médoc
  - Provence
  - Rhône
  - Savoie
  - Sud-ouest

- Georgien
  - Kacheti
  - Kartli
  - Imereti
  - Ratja-Letjchumi
  - Svarta havszonen

- Grekland
  - Thrakien
  - Makedonien
  - Peloponnesos
  - Joniska öarna
  - Egeiska öarna
  - Kykladerna
  - Kreta

- Italien
  - Apulien
  - Lombardiet
    - Valtellina

  - Piemonte
    - Barolo
    - Barbaresco

  - Trentino-Alto Adige (Südtirol)
  - Toscana
    - Brunello di Montalcino
    - Chianti
    - Vino Nobile di Montepulciano

  - Veneto
    - Bardolino
    - Soave
    - Valpolicella

- Kroatien
  - Kontinentala Kroatien
    - Moslavina
    - Plešivica
    - Podunavlje
    - Pokuplje
    - Prigorje-Bilogora
    - Slavonien
    - Zagorje-Međimurje

  - Kroatiska kustlandet
    - Zagora
    - Primorje
    - Istrien
    - Norra Dalmatien
    - Mellersta och södra Dalmatien

- Portugal
  - Douro
  - Estremadura
  - Minho
  - Trás-os-Montes
  - Beiras
  - Alentejo
  - Algarve
  - Terras do Sado

- Schweiz
  - Valais
  - Vaud

- Serbien
  - Timok
  - Nišava-Södra Morava
  - Västra Morava
  - Šumadija
  - Pocerina
  - Srem
  - Banatet
  - Subotica-Horgoš
  - Kosovo

- Spanien
  - Katalonien
    - Penedès
    - Priorato
    - Montsant
    - Tarragona
    - Costers de Segre
    - Terra Alta

  - Rioja
  - Navarra
  - Aragonien
  - Kastilien och León
    - Ribera del Duero
    - Bierzo

  - Kastilien-La Mancha
    - Valdepeñas

  - Extremadura
  - Andalusien
    - Jerez

- Tyskland
  - Ahr
  - Baden
  - Franken
  - Hessische Bergstrasse
  - Mittelrhein
  - Mosel
  - Nahe
  - Pfalz
  - Rheingau
  - Rheinhessen
  - Saale-Unstrut
  - Sachsen
  - Württemberg

- Ungern
  - Ászár-Neszmély
  - Badacsony
  - Balatonfelvidék
  - Balatonfüred-Csopak
  - Balatonmelléke
  - Bükkalja
  - Csongrád
  - Délbalaton
  - Eger
  - Etyek-Buda
  - Hajós-Baja
  - Kunság
  - Mátraalja
  - Mecsekalja
  - Mór
  - Pannonhalma-Sokoróalja
  - Somló
  - Sopron
  - Szekszárd
  - Tokaj-Hegyalja
  - Tolna
  - Villány-Siklós

- Österrike
  - Burgenland
  - Niederösterreich (där distriktet Wachau av många anses som landets bästa)
  - Steiermark
  - Wien

## Nord- och Sydamerika
- USA
  - New York
  - Virginia
  - Kalifornien
    - Napa Valley
    - Sonoma County
    - Alexander Valley
    - Mendocino
    - Lake County
    - Central Coast

- Argentina
  - Rio Negro
  - Mendoza
  - San Juan
  - La Rioja
  - Salta / Cafayate

- Chile
  - Chiles norra region
  - Aconcagua
  - Central Valley
  - Region del Sur